# 太平天德
太平天德（1854年天曆九月四日—1856年）為中國清朝時期廣西升平天国領袖朱洪英、胡有祿的年號，前後共計3年。
1854年（天曆九月四日，農曆八月十八日），胡、朱等攻克廣西灌陽縣城，建立「昇平天國」，奉「太平天德」年號，轉戰桂、黔、湘一帶。1855年（天曆八月十六日，農曆八月十二日），胡有祿被清軍俘虜，1856年，湘南天地會各路反清起義軍都已失敗，朱洪英只得潛藏在瑤區，至1874年（同治十三年）在耒陽被俘。

## 西元紀年對照表
| 太平天德 | 元年   | 二年   | 三年   |
| -------- | ------ | ------ | ------ |
| 公元     | 1854年 | 1855年 | 1856年 |
| 干支     | 甲寅   | 乙卯   | 丙辰   |

## 同期存在的其他政權年號
- 中國
  - 咸丰（1851年－1861年）：清朝—咸丰帝奕詝之年號
  - 太平天國（1851年－1864年）：太平天國—洪秀全、洪天貴福之年號
  - 江漢（1854年－1855年）：清朝時期—楊龍喜之年號
  - 洪德（1855年－1864年）：清朝時期— 陳開、黃鼎鳳之年號
- 越南
  - 嗣德（1848年－1883年）：阮朝—阮翼宗阮福時之年號
- 日本
  - 嘉永（1848年－1854年）：孝明天皇之年號
  - 安政（1854年－1860年）：孝明天皇之年號

## 來源
1. ↑  秦寶琦《洪門真史》，福建人民出版社，2000年，第275頁。
2. ↑  蘇鳳文《股匪總錄》卷二〈鄧高正〉：「（咸豐四年十一月）別有全州土匪唐兆熊，由長萬鄉乘間潛襲全州，擊敗，與（鄧）正高合股入平樂沙子街，結恭城公義堂朱世雄、汪三源，奉太平天德偽號。」
3. ↑  蘇鳳文《廣西昭忠錄》卷二〈濟昌〉：「〔咸豐四年〕十一月，鄧正高犯全州，為知縣蘇鳳文擊敗，走恭城，結連恭義堂賊首朱世雄、汪三源，揭『太平天德』字於幟。」
4. ↑  秦寶琦《洪門真史》，福建人民出版社，2000年，第278頁。

## 深入閱讀
- 太平天國革命時期廣西農民起義資料編辑組. . 中華書局. 1978-11.
- 羅爾綱. . 中華書局. 1991-9  [2023-03-25]. ISBN 978-7-101-00393-2. （原始内容存档于2020-02-13）.
- 朱俊強. . 廣西師範大學出版社. 2000-1. ISBN 978-7-563-33096-6.
- 秦寶琦. . 福建人民出版社. 2000-8. ISBN 978-7-211-02226-7.
- 王慶成. . 中國人民大學出版社. 2010-4  [2023-03-25]. ISBN 978-7-300-11886-4. （原始内容存档于2023-03-25）.